# Kintampo
Kintampo miasto i stolica dystryktu Kintampo North w regionie Brong-Ahafo w Ghanie. Leży 130 km od stolicy regionu Sunyani.
Zobacz też:
- stanowisko archeologiczne w Kintampo